# Zr.Ms. De Zeven Provinciën (2002)

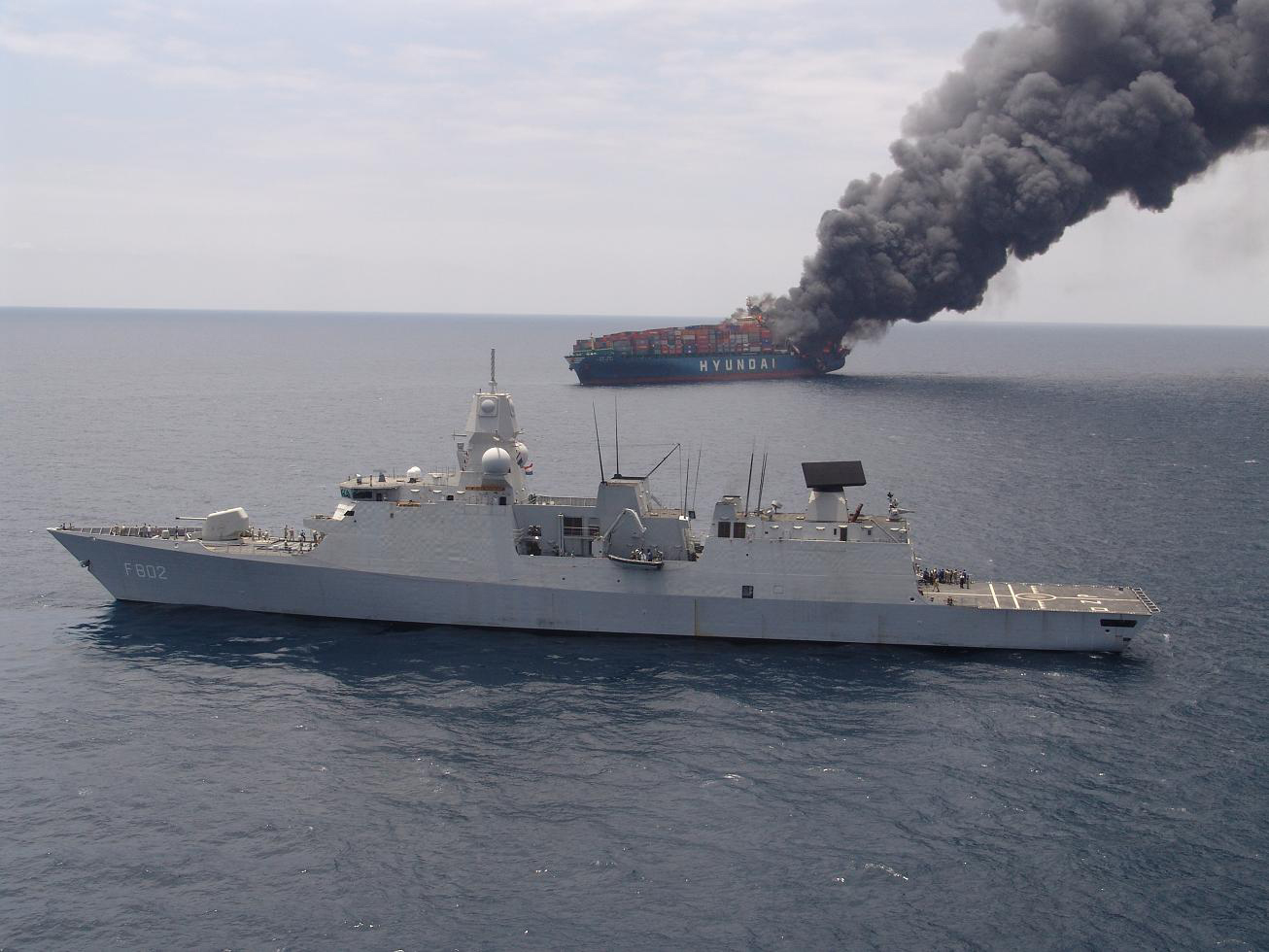
Hr.Ms. De Zeven Provinciën in 2006 bij de brandende Hyundai Fortune in de Golf van Aden

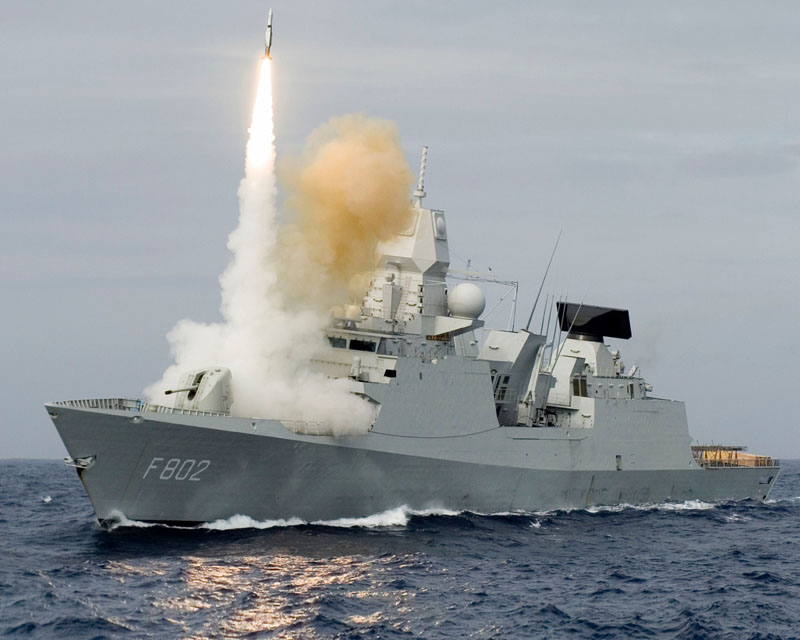
Hr.Ms. De Zeven Provinciën in 2006 tijdens een SM-2-raketlancering

Zr.Ms. De Zeven Provinciën (F802) is een Nederlands fregat van de De Zeven Provinciënklasse in dienst bij de Nederlandse marine. Het schip is de naamgever van een klasse van vier schepen die in de periode 2002-2005 in dienst zijn genomen. De fregatten van de De Zeven Provinciënklasse zijn Luchtverdedigings- en commandofregatten. Dit schip is het achtste Nederlandse marineschip met de naam De Zeven Provinciën. De schepen zijn vernoemd naar de Zeven Provinciën die de voorloper waren van de Republiek der Zeven Verenigde Nederlanden.

## Sensors
Thales APAR/SMART
- Thales Nederland SMART-L lange-afstand lucht en oppervlakte observatie radar
- Thales Nederland APAR lucht en oppervlakte zoek, volg en vuurleiding radar (I-band)

In maart 2019 werd het fregat het eerste Nederlandse marineschip dat werd voorzien van de vernieuwde SMART-L MM/N BMD radar, ontwikkeld door Thales Nederland.

## Bewapening
Kanonbewapening:
- 1× 127 mm-OTO Breda kanon
- Browning M2 en FN MAG mitrailleurs
- Goalkeeper CIWS

Raketbewapening:
- Mk41 5×8 = 40-cel Verticaal lanceersysteem met SM-2 luchtdoelraket lange afstand -ESSM luchtdoelraket korte afstand
- Harpoon antischeepsraket
- Mk 46 Torpedo's

Helikopters:
- 1× NH90 NFH boordhelikopter

Vaartuigen:
- 2× rigid hull inflatable boat (RHIB)

## Inzet
In 2006 tijdens uitvoering van 'Task Force 150', het maritieme onderdeel van de oorlog in Afganistan, hielp De Zeven Provinciën in de Golf van Aden het brandende containerschip de Hyundai Fortune.
Op 26 maart 2009 heeft de Tweede Kamer ingestemd met de inzet van het fregat Hr.Ms. De Zeven Provinciën tegen de piraterij voor de kust van Somalië na aanhoudende kapingen van Europese tankers. Het schip was in de buurt vanwege een NAVO-oefening in de regio.
Op 30 maart 2009 heeft het fregat Hr.Ms. De Zeven Provinciën piraten aangehouden die een bevoorradingsschip van de Duitse marine aanvielen.